# Kévin Perrot
Kévin Perrot (Laval, 13 giugno 1989) è un calciatore francese, difensore del Changé.

## Carriera
Ha trascorso la maggior parte della carriera al Laval, club con cui ha militato principalmente nella seconda divisione francese.

## Statistiche

### Presenze e reti nei club
Statistiche aggiornate al 24 novembre 2022.
| Stagione        | Squadra         | Campionato      | Campionato | Campionato | Coppe nazionali | Coppe nazionali | Coppe nazionali | Coppe continentali | Coppe continentali | Coppe continentali | Altre coppe | Altre coppe | Altre coppe | Totale | Totale |
| Stagione        | Squadra         | Comp            | Pres       | Reti       | Comp            | Pres            | Reti            | Comp               | Pres               | Reti               | Comp        | Pres        | Reti        | Pres   | Reti   |
| --------------- | --------------- | --------------- | ---------- | ---------- | --------------- | --------------- | --------------- | ------------------ | ------------------ | ------------------ | ----------- | ----------- | ----------- | ------ | ------ |
| 2010-2011       | Laval           | L2              | 6          | 0          | CF+CdL          | 1+0             | 0               | -                  | -                  | -                  | -           | -           | -           | 7      | 0      |
| 2011-2012       | Laval           | L2              | 19         | 1          | CF+CdL          | 3+0             | 0               | -                  | -                  | -                  | -           | -           | -           | 22     | 1      |
| 2012-2013       | Laval           | L2              | 30         | 1          | CF+CdL          | 2+1             | 0               | -                  | -                  | -                  | -           | -           | -           | 33     | 1      |
| 2013-2014       | Laval           | L2              | 32         | 0          | CF+CdL          | 1+1             | 0               | -                  | -                  | -                  | -           | -           | -           | 34     | 0      |
| 2014-2015       | Laval           | L2              | 18         | 0          | CF+CdL          | 2+3             | 0               | -                  | -                  | -                  | -           | -           | -           | 23     | 0      |
| 2015-2016       | Laval           | L2              | 16         | 0          | CF+CdL          | 2+2             | 0               | -                  | -                  | -                  | -           | -           | -           | 20     | 0      |
| 2016-2017       | Laval           | L2              | 35         | 0          | CF+CdL          | 3+3             | 0               | -                  | -                  | -                  | -           | -           | -           | 41     | 0      |
| 2017-2018       | Laval           | CN              | 25         | 0          | CF+CdL          | 2+0             | 0               | -                  | -                  | -                  | -           | -           | -           | 27     | 0      |
| 2018-2019       | Laval           | CN              | 16         | 0          | CF+CdL          | 1+1             | 0               | -                  | -                  | -                  | -           | -           | -           | 18     | 0      |
| 2019-2020       | Le Puy          | CN              | 1          | 0          | CF              | 0               | 0               | -                  | -                  | -                  | -           | -           | -           | 1      | 0      |
| 2020-2021       | Le Puy          | CN2             | 8          | 0          | CF              | 5               | 0               | -                  | -                  | -                  | -           | -           | -           | 13     | 0      |
| Totale Le Puy   | Totale Le Puy   | Totale Le Puy   | 9          | 0          |                 | 5               | 0               |                    | -                  | -                  |             | -           | -           | 14     | 0      |
| 2021-2022       | Laval           | CN              | 22         | 1          | CF              | 0               | 0               | -                  | -                  | -                  | -           | -           | -           | 22     | 1      |
| 2022-2023       | Laval           | L2              | 1          | 0          | CF              | 1               | 0               | -                  | -                  | -                  | -           | -           | -           | 2      | 0      |
| Totale Laval    | Totale Laval    | Totale Laval    | 220        | 3          |                 | 29              | 0               |                    | -                  | -                  |             | -           | -           | 249    | 3      |
| Totale carriera | Totale carriera | Totale carriera | 229        | 3          |                 | 34              | 0               |                    | -                  | -                  |             | -           | -           | 263    | 3      |

## Palmarès

### Club

#### Competizioni nazionali
- Championnat National: 1

Laval: 2021-2022